# Grotte des Korrigans
La grotte des Korrigans est une grotte française de la côte sauvage de la presqu'île guérandaise située en bordure de l'océan Atlantique dans la commune du Pouliguen, en Loire-Atlantique, région Pays de la Loire.

## Toponymie
Les plus anciennes mentions de la « grotte du Kourigan » sont celles du docteur Foulon dans sa Chanson de Penchâteau (1859), de Louis Veuillot dans sa saynète Courrican, ou le criminel ramené au Bien par la vue du Beau (1862) et de Joseph Denais dans son poème intitulé Le Korrigan publié dans ses Souvenirs de Pornichet (1873). Le singulier est en accord avec les plus anciennes légendes qui relatent la présence d'un seul Korrigan. À partir de 1881, on trouve le nom de « trou des Korrigans » et « grotte des Korrigans » au pluriel.

## Spéléométrie
Le développement de la grotte est de 32 m. C'est la deuxième plus longue grotte de Loire-Atlantique.

## Géographie
L'accès à la grotte s'effectue en descendant sur la plage, depuis le bord de la route départementale 45, près de la baie du Scall, à proximité immédiate de l'itinéraire Vélocéan. La grotte a deux issues : une faille dans la roche, donnant sur la plage, et une ouverture béante, face à l'océan Atlantique au sud. À marée haute, elle est en partie inaccessible.

## Géologie
La grotte s'ouvre dans des roches cristallophylliennes (gneiss) qui sont soumises à l'érosion des vagues de l'océan. Il s'agit d'une grotte marine.

## Aménagement de la grotte
La grotte des Korrigans est la plus connue de la côte sauvage de la presqu'île de Guérande. Son entrée principale est largement ouverte sur la mer et a toujours impressionné les visiteurs. La seconde entrée n'a été aménagée qu'à une date tardive. En effet, en 1912 les auteurs décrivent un étroit passage dans lequel certaines personnes sont restées coincées, alors qu'il n'est fait aucune mention de ce passage en 1872 par le chanoine Grimault. Aujourd'hui, le passage a été aménagé et livre un accès aisé à la grotte.

## Croyances et légendes
La taille et la morphologie de la grotte conduisent certains auteurs à envisager un creusement ou remaniement anthropique. Ces auteurs voient dans l'action de la mer sur les failles et les intrusions filoniennes des gneiss, une exploitation de plomb argentifère remontant aux Romains et aux Gaulois, voire une extraction de l'étain datant de l'époque du bronze, selon l'abbé Édouard Taverson (1954). Cependant, aucun indice archéologique n'a été relevé dans la grotte et la formation des grottes marines suffit à expliquer le surcreusement des failles et filons dû à l'action des vagues.
De nombreuses légendes se rattachent à la grotte ; le thème le plus ancien fait état d'un souterrain se prolongeant jusqu'à Guérande et dans lequel un korrigan faisait disparaître toute personne assez téméraire pour pénétrer dans son domaine. Une légende prétend que la grotte mènerait jusqu'à la ville médiévale de Guérande, située à 7,5 km de là au nord ; en réalité elle ne s'étend que sur quelques dizaines de mètres de profondeur.
On raconte qu'un soir d'hiver au Moyen Âge, un paludier porta secours à une vieille femme très laide, qui grelottait dans une rue du Bourg de Batz. Alors qu'il la recouvrait d'une couverture et lui servait une soupe chaude, la vieille femme se métamorphosa en une belle et très petite jeune femme, La Reine des Korrigans. La reine remercia le paludier en lui confiant le secret du trésor des korrigans, auquel on ne peut accéder que la nuit, par une porte magique au fond d'une grotte, près de la baie du Scall (la grotte des Korrigans).

## Culture et chansons
Depuis le XIXe siècle, la grotte a inspiré de nombreux auteurs. Dès 1859 dans sa Chanson de Penchâteau, le Dr Foulon intègre un couplet, à la manière romantique d'Alfred de Musset, dans lequel il associe la grotte du Kourigan à l'amour :
N'allez plus à la Grande Côte,

Madame et vous, jeune élégant,

Voir sur l'écueil le flot qui saute

De la Grotte du Kourigan.

La nuit, on croit, en rêve,

Tenir un tendre cœur :

On n'a pris, de la grève...

Qu'un galet, par malheur !
— Dr Foulon, Chanson de Penchâteau
Une composition musicale du poète guérandais Louis Tobie (°1875-†1949) reprend des vers publiés dans son ouvrage Souvenirs du Pouliguen, recueil de Chants, Fleurs, Légendes du Pays Blanc. Une nouvelle musique du poème La grotte des Korrigans de Louis Tobie a été adaptée par le groupe folklorique local Aelig de Saint-Nazaire.

## Galerie

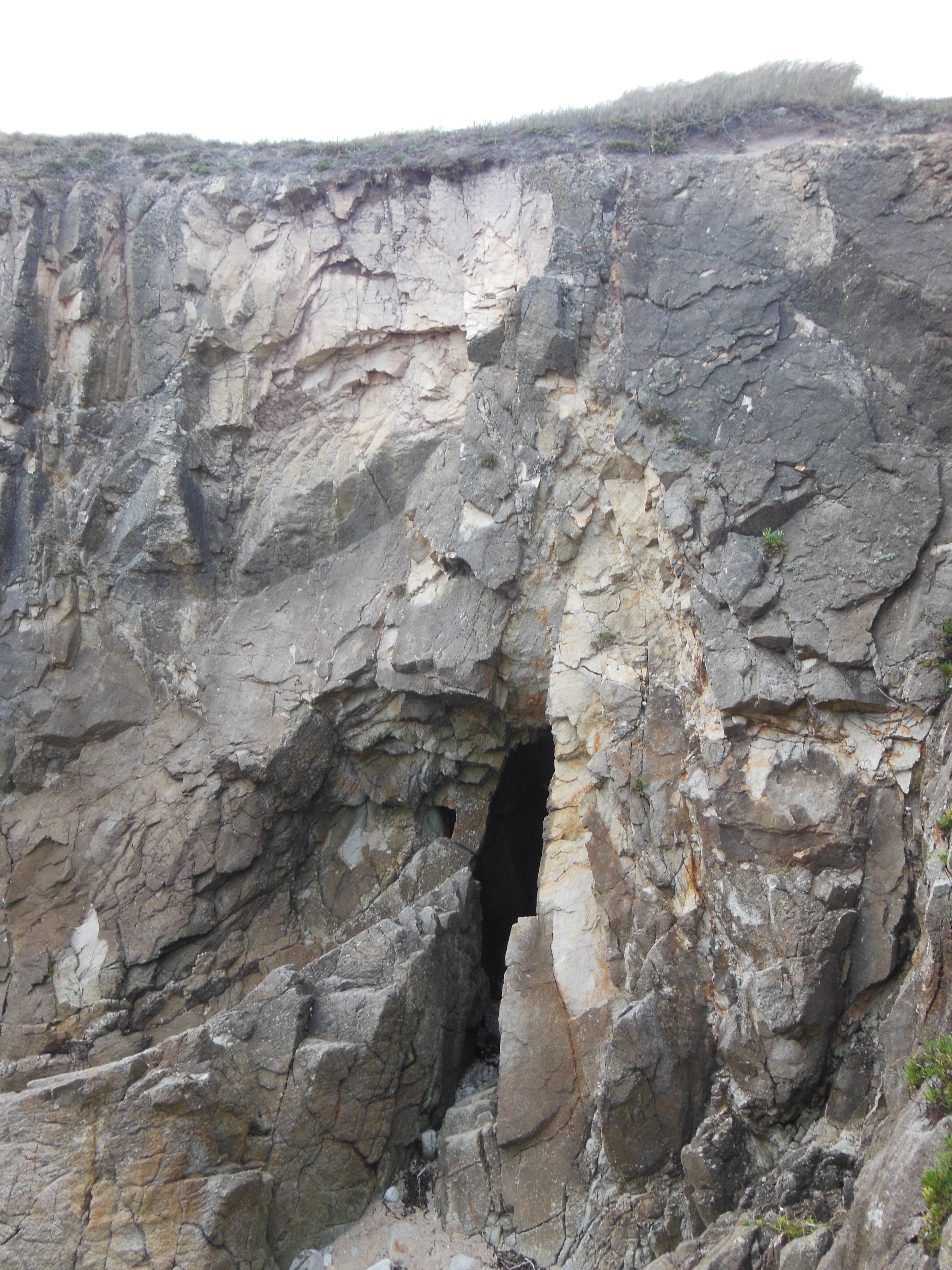
Faille latérale servant d'entrée
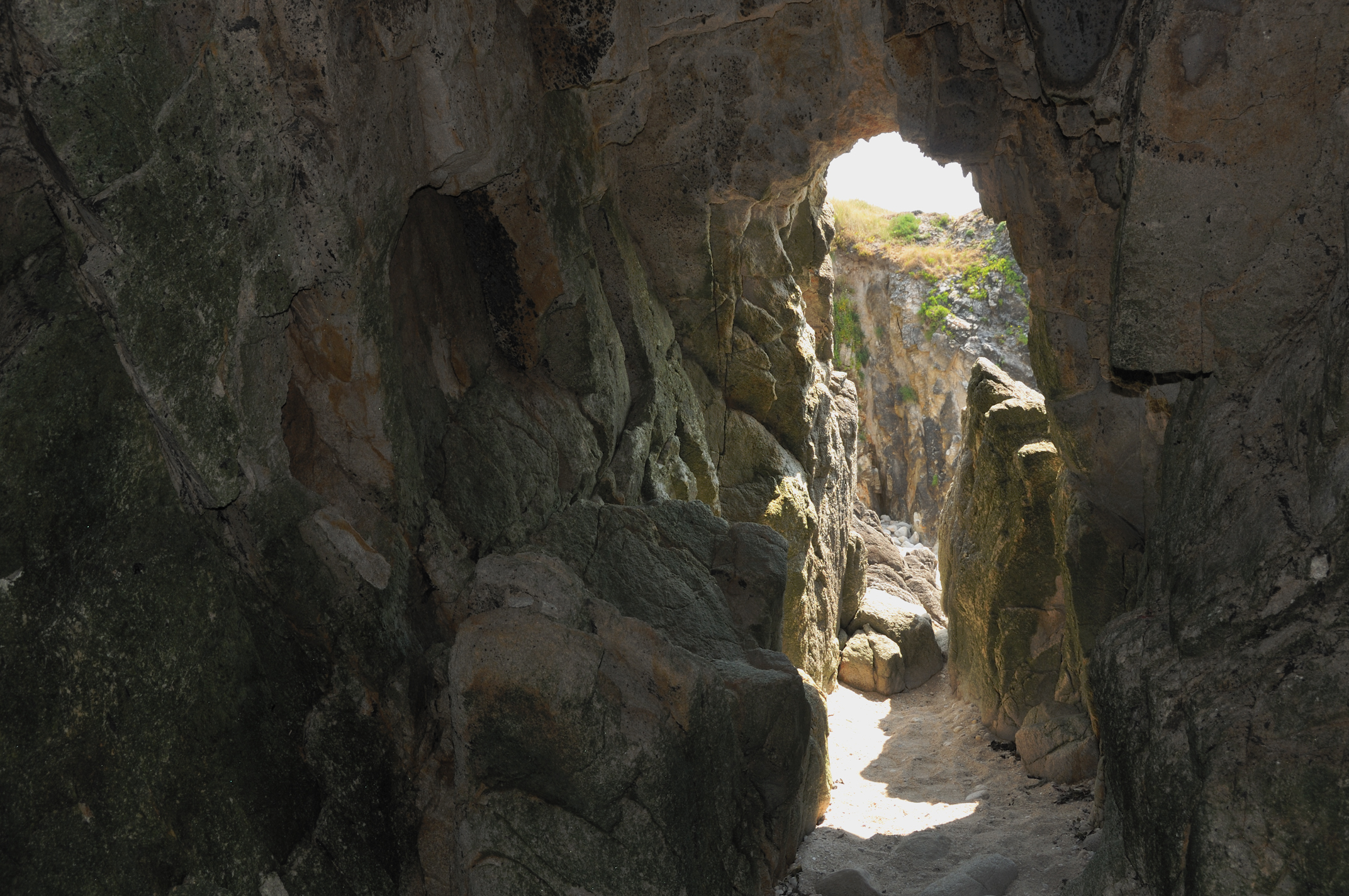
Faille vue de l'intérieur de la grotte
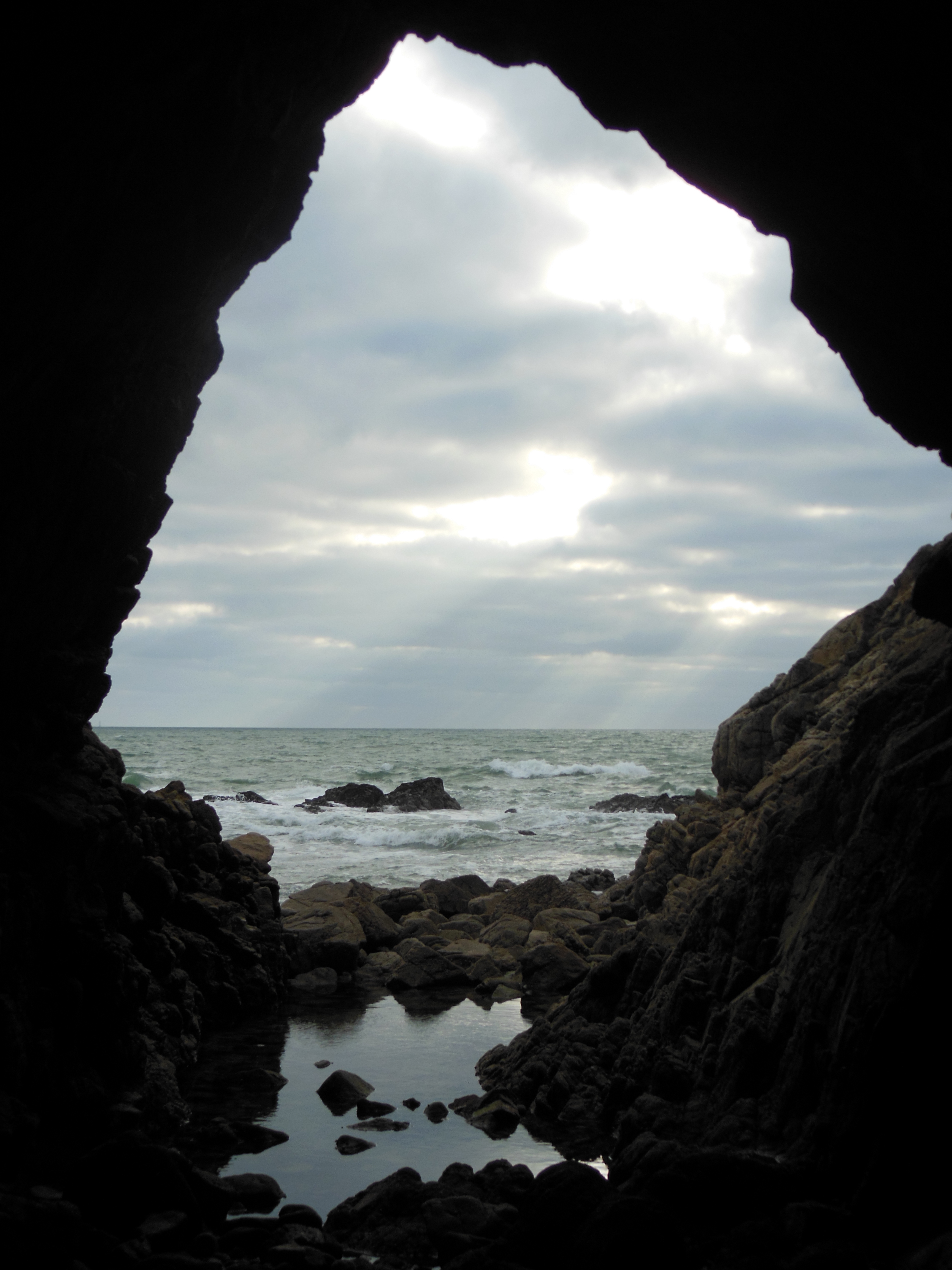
Grotte à marée haute